# Metro Rail (Los Angeles County)
Metro Rail is een stedelijk spoornetwerk in Los Angeles County, in het zuiden van de Amerikaanse staat Californië. 
Tot 1963 had Los Angeles een tramnet en daarna alleen bussen. In 1990 werd de eerste nieuwe railverbinding geopend.
Het is een gemengd systeem: lijn B en D (de rode en de paarse lijn) zijn volwaardige metrolijnen, over de lijnen A, C, E en K (de blauwe, groene, gouden en roze lijnen) rijden echter lightrailvoertuigen. Er zijn 101 haltes in Los Angeles County. Het netwerk sluit aan op de HOV-bussen van Metro Liner en op de voorstadslijnen van Metrolink. In het eerste kwartaal van 2023 reden er 177.400 passagiers per weekdag met Metro Rail. In 2022 werden in totaal 57.299.800 passagiers vervoerd. Het netwerk is in handen van de vervoersautoriteit Los Angeles County Metropolitan Transportation Authority (LACMTA), die ook Metro Liner en Metro Bus exploiteert.

## Lijnen
Het metrostelsel bestaat uit zes lijnen, die ter onderscheiding een eigen kleur gekregen hebben.
| Lijn   | Eindpunten                                  | Systeemtype  | Lengte   | Stations |
| ------ | ------------------------------------------- | ------------ | -------- | -------- |
| A      | 7th St/Metro Center - Long Beach Downtown   | lightrail    | 79,2 km  | 44       |
| B      | Union Station - North Hollywood             | metro        | 23,6 km  | 14       |
| C      | Redondo Beach - Norwalk                     | lichte metro | 31,3 km  | 14       |
| D      | Union Station - Wilshire/Western            | metro        | 8,0 km   | 8        |
| E      | 7th St/Metro Center - Downtown Santa Monica | lightrail    | 35,4 km  | 29       |
| K      | Expo/Crenshaw - Westchester/Veterans        | lightrail    | 13,5 km  | 9        |
| Totaal | Totaal                                      | Totaal       | 191,0 km | 118      |

Het netwerk werd op 16 juni 2023 versterkt door de ingebruikname van de nieuwe Regional Connector, een 3,1 km lange lightrailspoortunnel onder Downtown Los Angeles. In de tunnel worden ook drie stations bediend, Little Tokyo/Arts District, een vervanging van een bestaand station op straatniveau en twee nieuwe stations, Historic Broadway en Grand Avenue Arts/Bunker Hill. De tunnel maakt dat de nog bestaande lijnen A en E, en de voormalige lijn L met mekaar werden verbonden, waarna dat het tracé van lijn L voor het noordelijk deel van het traject werd overgenomen als verlenging van lijn A en de oostelijke tak van het voormalig traject van de L lijn werd overgenomen als een verlenging van lijn E.
Door de herstructurering van de dienst werd in 2023 de A-lijn de langste lightraillijn ter wereld met een lengte van 79,2 km, waarmee de 67 km van het traject van de kusttram in België werd overtroffen. Lijn A zal nog langer worden na de voltooiing van een trajectverlenging die de Foothill Extension wordt genoemd, een verlenging die gepland staat in 2025 in dienst genomen te worden.

## Stations
Vrijwel alle haltes voor de lightrailverbindingen bevinden zich op straatniveau of zijn verhoogd, slechts een klein deel is verdiept of ondergronds. Wel zullen alle toekomstige lightrailverbindingen ondergronds aangelegd worden. De metroverbindingen daarentegen, zijn wel geheel ondergronds uitgevoerd.
Alle haltes hebben standaard twee kaartautomaten, een lijnenkaart, elektronische informatieborden, zitplekken en telefoons waarmee werknemers van de LACMTA gebeld kunnen worden voor advies. Alle ondergrondse, verhoogde en enkele straatniveau haltes hebben poortjes waarbij passagiers hun Transit Access Pass (een soort OV-chipkaart) moeten scannen om binnen te komen. Alle ondergrondse haltes hebben een tussenverdieping waar reiskaarten verkocht worden. 
De ondergrondse haltes zijn ontworpen om de schade tijdens aardbevingen te beperken.

## Materieel
De vloot van de Metro Rail is opgedeeld in twee delen: Lightrail en Metro's. Zowel de metro als de lightrail hebben normaalspoor (1435 mm). De metro's rijden op derde rail, en de lightrailstellen (315 stuks in 2020) worden gevoed door bovenleiding.
De Metro Rail heeft sinds 1990 het volgende materieel in dienst (gehad):
| Fabrikant                      | Type                     | Afbeelding               | Dienstjaren              | Lijnen                   | Aantal                   |                          |
| Lightrail & Lichte metro       | Lightrail & Lichte metro | Lightrail & Lichte metro | Lightrail & Lichte metro | Lightrail & Lichte metro | Lightrail & Lichte metro | Lightrail & Lichte metro |
| ------------------------------ | ------------------------ | ------------------------ | ------------------------ | ------------------------ | ------------------------ | ------------------------ |
| AnsaldoBreda                   | P2550                    |                          | 2007-heden               |                          | 50                       |                          |
| Nippon Sharyo                  | P865                     |                          | 1990-2018                |                          | 54                       |                          |
| Nippon Sharyo                  | P2020                    |                          | 1995-2021                |                          | 15                       |                          |
| Kinki Sharyo                   | P3010                    |                          | 2016-heden               |                          | 235                      |                          |
| Siemens                        | P2000                    |                          | 1999-heden               |                          | 52                       |                          |
| Metro's                        |                          |                          |                          |                          |                          |                          |
| Società Italiana Ernesto Breda | A650                     |                          | 1993-heden               |                          | 104                      |                          |
| CRRC                           | HR400                    |                          | ?                        |                          | 64 (218 als optie)       |                          |

## Galerij

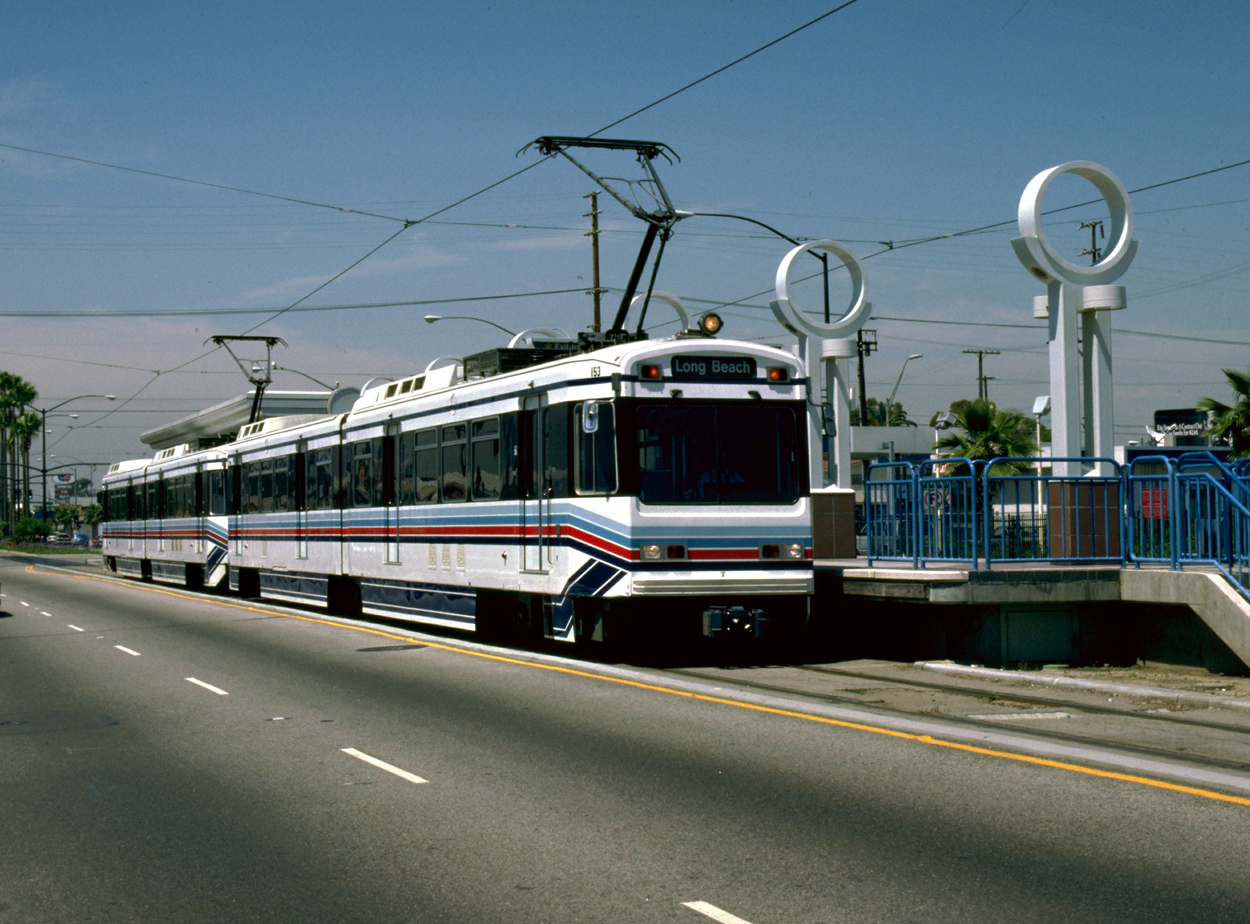
Lijn A heeft Long Beach als eindbestemming
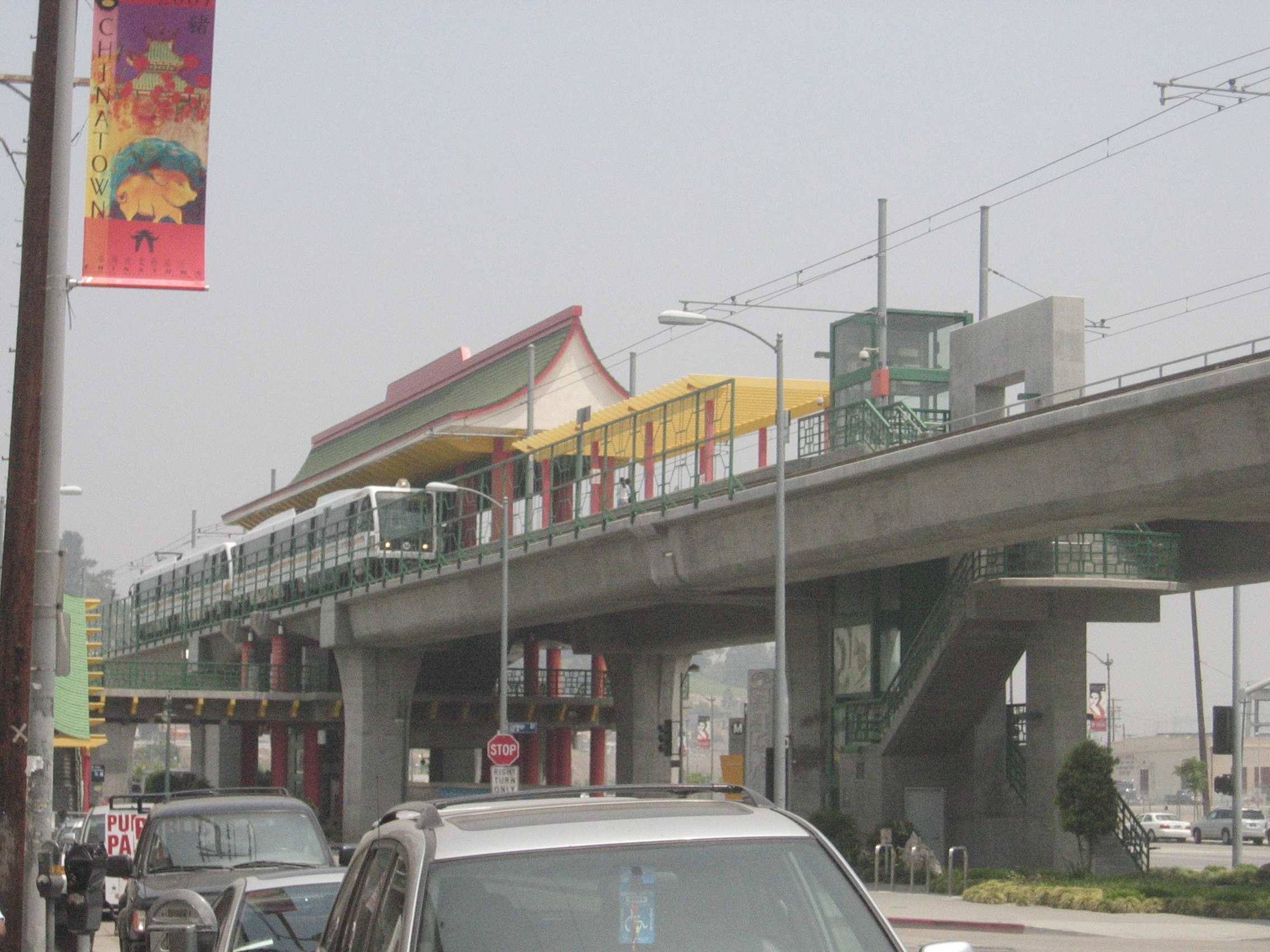
Station Chinatown
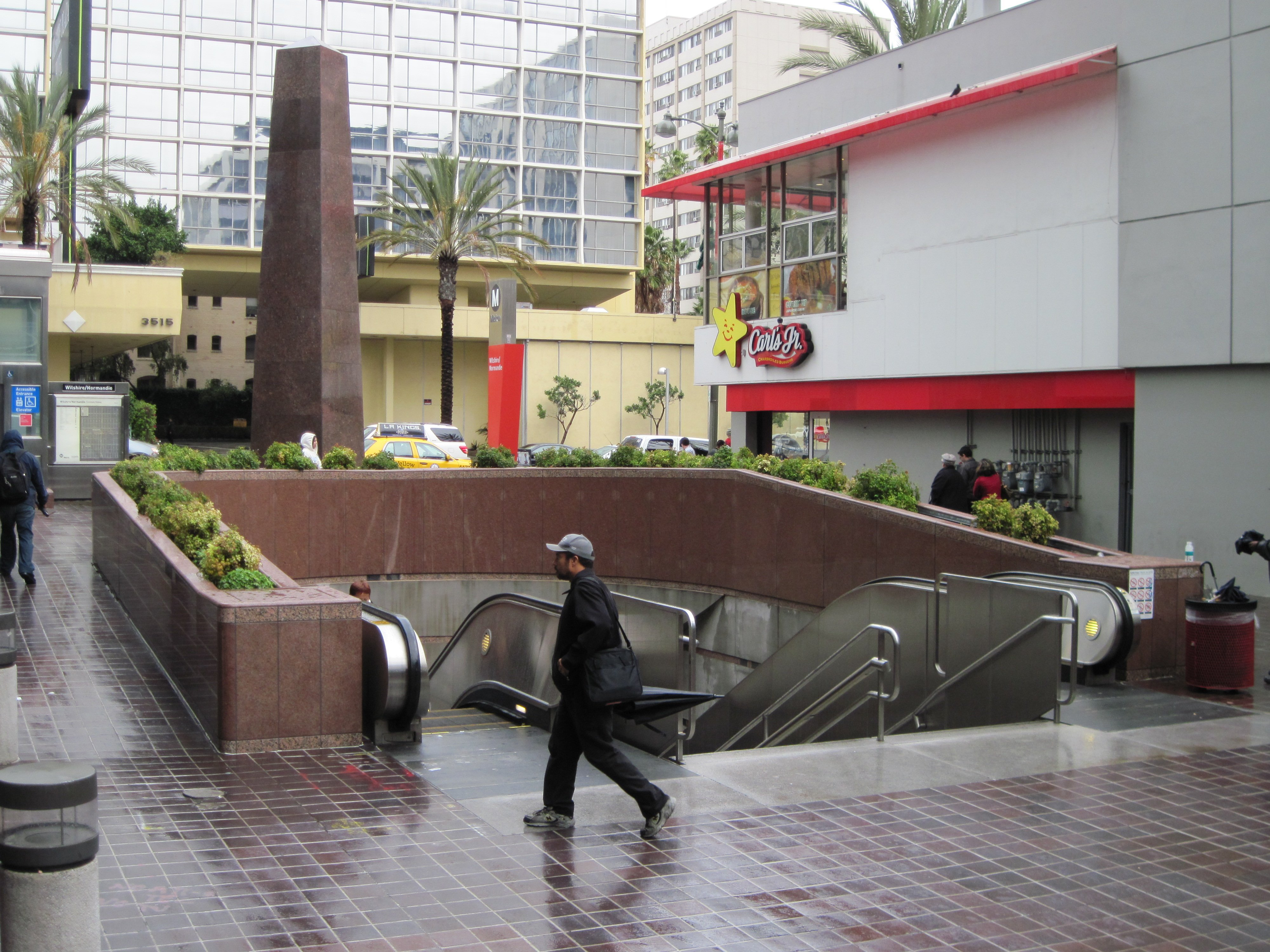
Station Wilshire Normandie
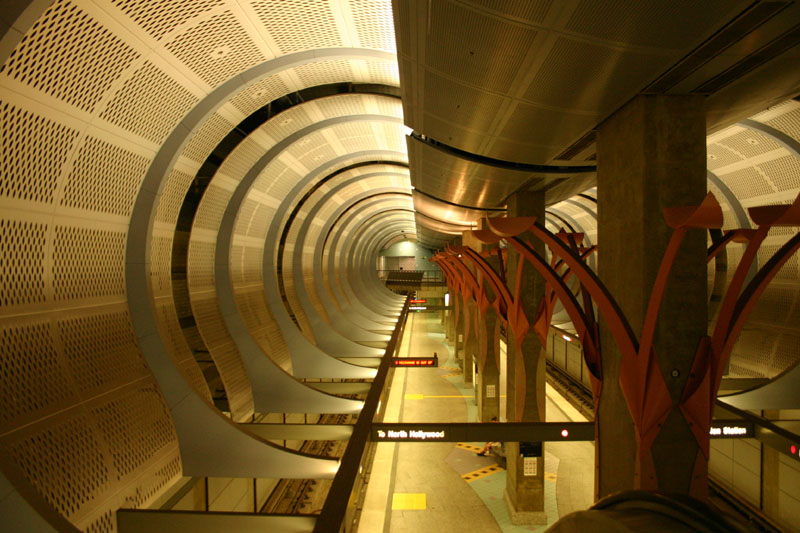
Station Hollywood/Highland (B & D lijn)
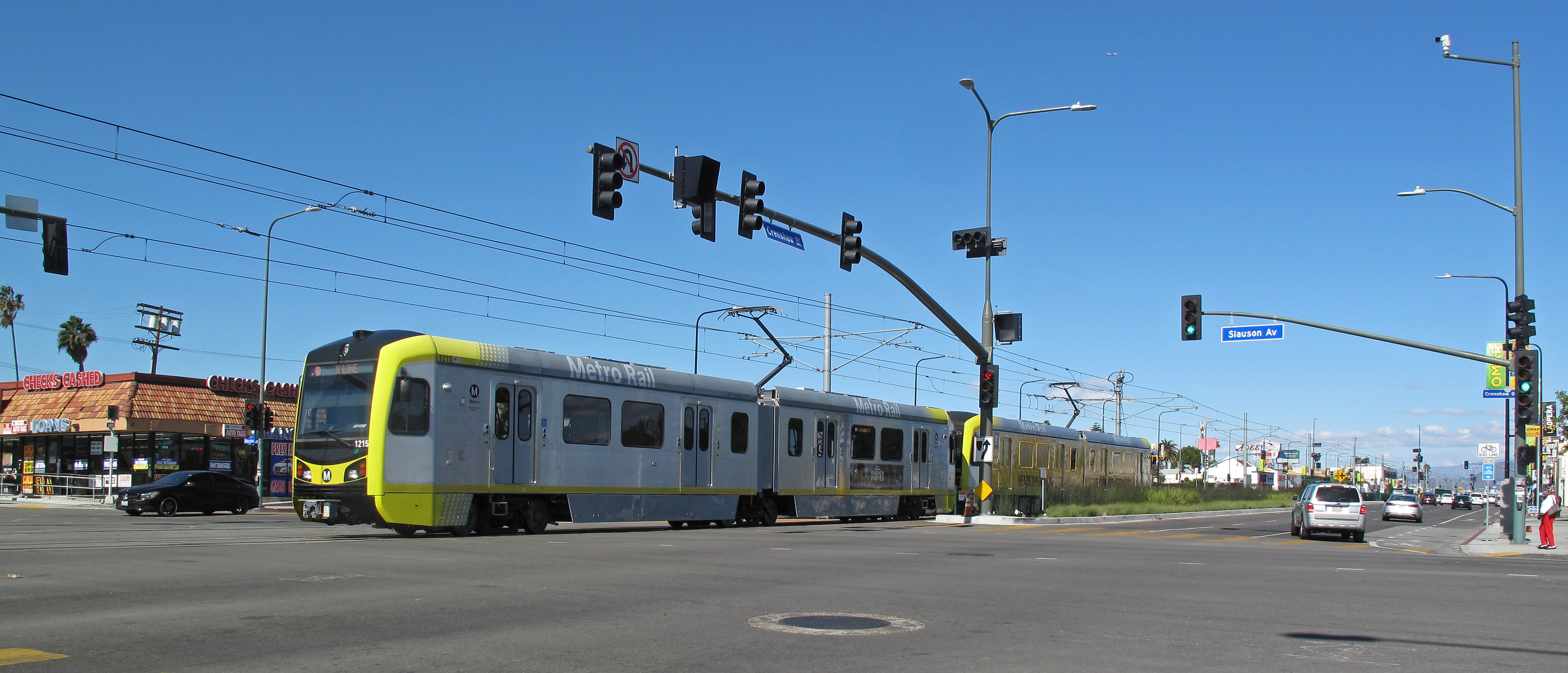
Een K lijn tramstel steekt een kruising over